# Stanley Bacon
Stanley Vivian Bacon (13 de agosto de 1885 - 13 de octubre de 1952) fue un luchador del deporte británico que compitió en los Juegos Olímpicos de 1908 y en los Juegos Olímpicos de 1920.
En 1908 ganó la medalla de oro en la categoría de estilo libre de peso medio. También compitió en la disciplina de peso medio de lucha grecorromana, pero fue eliminado en la primera ronda.
Cuatro años más tarde fue eliminado en la segunda ronda del evento grecorromana de peso medio.
En 1920 fue eliminado en la segunda ronda de la competición de estilo libre de peso medio.